# أنطونيو دوران
أنطونيو دوران (بالإسبانية: Antonio Durán Durán) (19 أغسطس 1924 في إسبانيا - 11 يناير 2009 في السويد) هو مدرب كرة قدم ولاعب كرة قدم إسباني في مركز الوسط. لعب مع أتلتيكو مدريد وريال أوفييدو ونادي قرطبة.

## وصلات خارجية
- أنطونيو دوران على موقع قاعدة بيانات كرة القدم.إي يو (الإنجليزية)
- أنطونيو دوران على موقع عالم كرة القدم.نت (الإنجليزية)